# The Magnificent Meddler
The Magnificent Meddler è un film muto del 1917 diretto da William Wolbert.

## Trama
Entrato in possesso dell'eredità della zia, Monty Emerson si mette in società con l'amico Bob, un disegnatore di fumetti, per comperare il Sentinel, l'unico quotidiano della selvaggia cittadina western di Horizon. Monty fa un lavoro di pulizia, mettendo all'indice Ike Cherry, il malavitoso locale, come cittadino indesiderabile. Quando in seguito favorisce l'unione di Horizon con la vicina cittadina di Lewiston, si scontra con l'opposizione di Roth, il boss locale che, per reazione, cerca di impedire la relazione di Monty con sua figlia Jess, di cui il giovane si è innamorato. Roth tornerà sulla sua decisione quando Jess verrà salvata da Monty, che la libera dopo che Pete Marillo, il proprietario del saloon, approfittando dell'assenza di Roth - impegnato con i suoi scagnozzi a incendiare gli uffici del Sentinel - ha rapito la ragazza. Il boss si pente del suo atteggiamento e, pieno di gratitudine verso Monty, gli promette di appoggiarlo alle elezioni.

## Produzione
Il film fu prodotto dalla Vitagraph Company of America.

## Distribuzione
Distribuito dalla Greater Vitagraph (V-L-S-E), il film uscì nelle sale cinematografiche statunitensi il 4 giugno 1917.
Non si conoscono copie ancora esistenti della pellicola che viene considerata presumibilmente perduta.